# Hawkins Peak
Der Hawkins Peak ist ein 2146 m hoher Nebengipfel des Mount-Murphy-Massivs im westantarktischen Marie-Byrd-Land. Er ragt 11 km südöstlich des Hauptgipfels auf.
Der United States Geological Survey kartierte ihn anhand eigener Vermessungen und Luftaufnahmen der United States Navy aus den Jahren von 1959 bis 1966. Das Advisory Committee on Antarctic Names benannte ihn 1967 nach Billy R. Hawkins, einem Mitglied der Flugeinheit der United States Army in Antarktika von 1966 bis 1967. 